# Bryan Colangelo
Bryan Colangelo (Chicago, 1º giugno 1965) è un dirigente sportivo statunitense.
Figlio del noto dirigente Jerry Colangelo, ha iniziato come general manager dei Phoenix Suns, al tempo di proprietà del padre. In seguito ha servito come presidente e general manager nei Toronto Raptors e dei Philadelphia 76ers. Ha vinto l'NBA Executive of the Year Award due volte, nel 2005 con i Suns e nel 2007 con i Raptors.

## Biografia
Nato a Chicago, Colangelo è cresciuto a Phoenix, in Arizona, dove suo padre Jerry svolgeva il ruolo di general manager e poi proprietario dei Phoenix Suns. Colangelo ha frequentato la Cornell University, dove ha giocato come guardia per la squadra di basket maschile, i Big Red.

## Carriera

### Phoenix Suns
Ha iniziato la sua carriera in NBA nel 1991 come parte dello staff dei Phoenix Suns, franchigia allora posseduta dal padre Jerry Colangelo, che svolgeva anche il ruolo di general manager. Nel 1995 diventa il general manager della squadra succedendo al padre. Oltre che per i draft delle future stelle Shawn Marion e Amar'e Stoudemire, Colangelo è ricordato per le mosse di mercato dell'estate 2004 che gli valsero il premio di NBA Executive of the Year la stagione successiva. Alla fine della stagione 2003-2004, conclusa con un record di 29 vittorie e 53 sconfitte, Colangelo scambiò infatti le stelle Stephon Marbury e Penny Hardaway ai New York Knicks. In questo modo creò spazio salariale permettendo ai Suns di firmare Quentin Richardson, Steve Hunter e soprattutto Steve Nash che sarebbe stato eletto MVP della regular season nelle due stagione successive portando i Suns alle Finali di Conference in entrambi i casi.

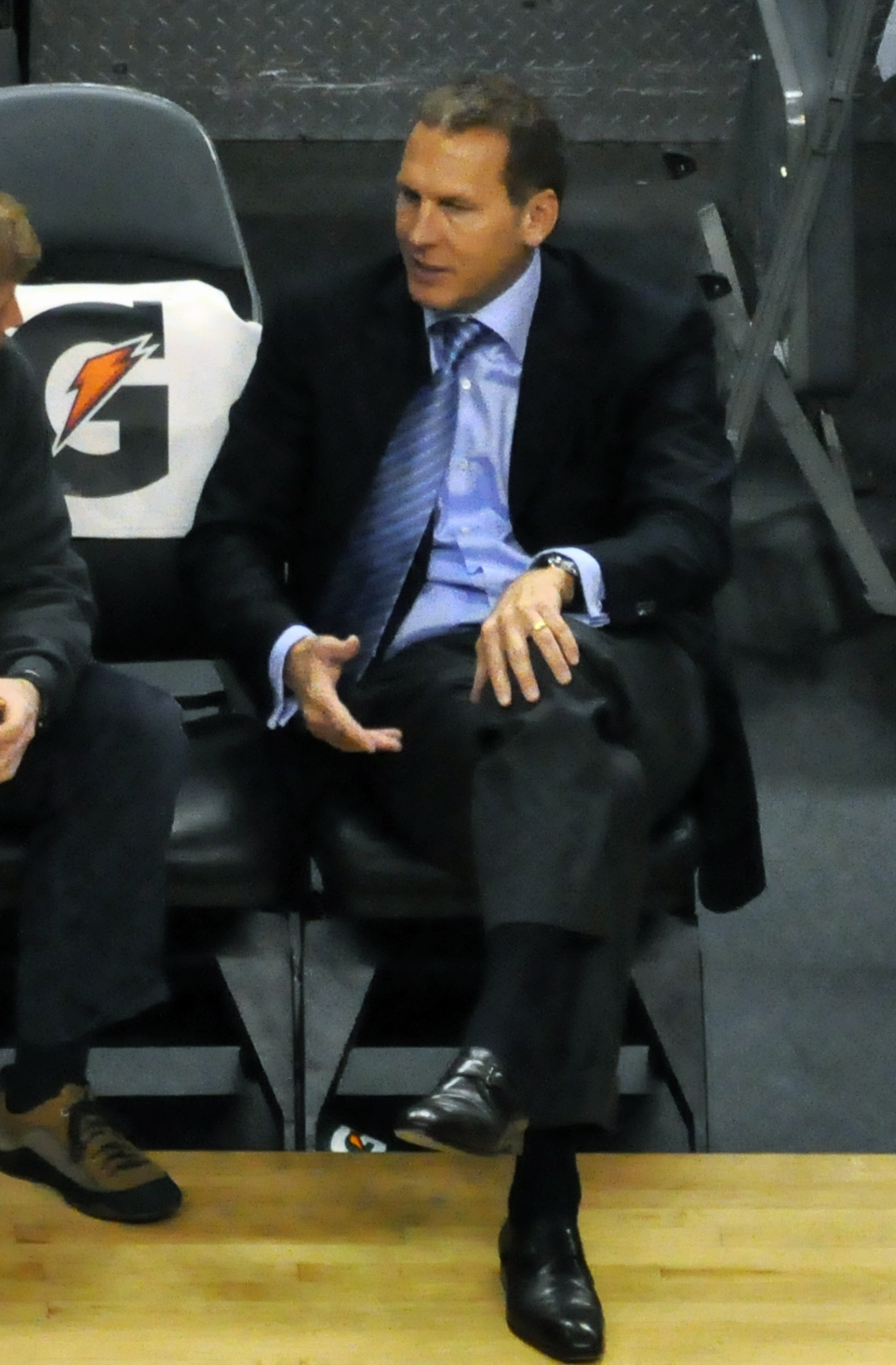
Colangelo ai Toronto Raptors nel 2009

### Toronto Raptors
Ai Suns rimase fino al 2006, quando Il 27 febbraio si dimise. L'indomani fu annunciato come nuovo presidente e general manager dei Toronto Raptors, che il mese prima avevano licenziato Rod Babcock dall'incarico. Nel 2006 Colangelo si mosse sul mercato finalizzando scambi, firmando giocatori dall'estero e rinnovando il contratto della stella della squadra, Chris Bosh. A lui Colangelo affiancò Andrea Bargnani, scelto al draft 2006 con la prima scelta assoluta, fatto che negli anni a seguire fece discutere in quanto Bargnani non raggiunse mai le aspettative. Nel 2007 i Raptors hanno conquistato la Atlantic Division per la prima volta nella storia della franchigia grazie a un record di 47-35. Vista la stagione precedente finita con un record negativo di 27-55, molti hanno attribuito il salto di qualità alle modifiche apportate da Colangelo che per la nuova stagione portò nove nuovi giocatori nel roster dei Raptors. In seguito a questa stagione vinse il premio di NBA Executive of the Year. Il 21 maggio 2013, viene annunciato che i Raptors stavano cercando un nuovo general manager, ma che Colangelo sarebbe rimasto il presidente della squadra. Il 26 giugno 2013, Colangelo si è dimesso.
Dopo la rottura con i Toronto Raptors, Colangelo ha svolto attività di scouting e consulenza indipendente per altri dirigenti e agenti NBA.

### Philadelphia 76ers
Nell'aprile 2016, i Philadelphia 76ers hanno assunto Colangelo, che avrebbe sostituito suo padre nel ruolo di presidente e sarebbe diventato il nuovo general manager, in seguito alle dimissioni di Sam Hinkie. Jerry rimase comunque nello staff dei 76ers come consulente. Colangelo ebbe la fortuna di trovarsi a due draft consecutivi con la prima scelta assoluta, nel 2016 quando selezionarono Ben Simmons, e nel 2017, scambiandola con i Boston Celtics e con la quale selezionarono Markelle Fultz. Il periodo di Colangelo ai 76ers durò meno del previsto a causa di uno scandalo riguardante il presidente, che il 7 giugno 2018 si dimise dalla sua posizione.

## Controversie
Il 29 maggio 2018, il sito sportivo The Ringer ha pubblicato un'indagine secondo cui Colangelo avrebbe utilizzato fino a cinque account Twitter segreti per denigrare l'ex general manager dei 76ers Sam Hinkie, il presidente dei Toronto Raptors Masai Ujiri (che lo aveva sostituito nel 2013) oltre che diversi giocatori della sua stessa squadra, tra cui Joel Embiid, Jahlil Okafor e Nerlens Noel. Il giorno successivo, i 76ers hanno annunciato che avrebbero avviato un'indagine sulla questione. Il 7 giugno 2018, Colangelo si è dimesso dalla sua posizione. Sua moglie, Barbara Bottini, ha ammesso di aver creato e gestito account Twitter anonimi che criticavano giocatori e altri dirigenti della lega e che avevano rilasciato informazioni sensibili sulla squadra. In seguito alle dimissioni del figlio, anche Jerry Colangelo, che aveva cercato di difenderlo, si dimise.